# Jardin botanique d'Oufa
Le jardin botanique d'Oufa (Уфимский ботанический сад) est un jardin botanique situé à Oufa en Bachkirie (Russie). Il s'étend sur plus de vingt-trois hectares avec un jardin botanique proprement dit comprenant une serre tropicale, un arboretum et un institut de recherche. Il appartient au département de l'Oural de l'académie des sciences de Russie. Son code d'identification est UFA.

## Historique
Le jardin botanique d'Oufa a été fondé en 1932 par l'institut de recherche scientifique bachkir de la reconstruction socialiste de l'agriculture. Ce n'était alors qu'une petite station expérimentale de 0,5 ha près de Dioma. Il a été transféré en 1934 à Sipaïlovo, puis en 1939 à Novikovka, aujourd'hui microraïon de la ville dans une zone de 117 hectares dont 19 cultivés spécialement. Il est enregistré en 1952 auprès de l'académie des sciences d'URSS et dépend du département bachkir de l'institut de biologie. Sa surface passe à vingt-trois hectares.
Le jardin devient une institution indépendante en 1991, sous le contrôle de l'académie des sciences.

## Collections
On peut remarquer des collections de plantes vivaces comme les hémérocalles (une quarantaine d'espèces), plus de soixante-dix variétés de pivoines, une douzaine de variétés de narcisses, une dizaine d'hostas, seize de dahlias, une soixantaine de couvre-sols.
La collection de plantes ornementales annuelles comprend en particulier 189 taxons de trente-trois familles dont cinquante variétés d'asters chinois. La collection d'iris représente 137 espèces et variétés dont huit iris sibériens. La collection d'aulx représente trente-cinq espèces.
On peut étudier 612 espèces tropicales et subtropicales dans la serre. La collection d'espèces rares est composée de deux espèces menacées du livre rouge de Russie, quarante-quatre espèces menacée du livre rouge de Bachkirie, le reste étant des espèces en danger dont neuf plantes reliques et quatorze endémiques.
La section des herbes médicinales comprend 143 espèces, l'arboretum, quatre-vingt-seize taxons.

## Source
- (ru) Cet article est partiellement ou en totalité issu de l’article de Wikipédia en russe intitulé « Ботанический сад-институт УНЦ РАН » (voir la liste des auteurs).